# Culicoides salinarius
Culicoides salinarius är en tvåvingeart som beskrevs av Jean-Jacques Kieffer 1914. Culicoides salinarius ingår i släktet Culicoides och familjen svidknott. Inga underarter finns listade i Catalogue of Life.